# Juan Lamamié de Clairac
Juan Lamamié de Clairac y Trespalacios (Salamanca, 24 de junio de 1831-Ibíd., 19 de octubre de 1919) fue un periodista y político español.

## Biografía

### Orígenes y juventud
Procedía de una familia noble de militares de origen francés establecida en España a principios del siglo XVIII. Su padre, José Lamamié de Clairac y Tirado, había sido coronel de los Reales Ejércitos y había combatido en la campaña del Norte, a las órdenes del marqués de la Romana, en las guerras napoleónicas, y contra los franceses en la guerra de la Independencia. Su madre, Jacinta Trespalacios y Ceballos, fue la primera víctima en Salamanca de la epidemia de cólera de 1834, y falleció cuando Juan tenía tan solo tres años.
Pasó su juventud en Madrid en compañía de su padre y de sus tíos María Trespalacios y Manuel Mercado Dusmet, quien había servido también en la guerra de la Independencia al servicio del guerrillero Julián Sánchez. Según el diario El Siglo Futuro, en esa época la familia tenía ya ideas carlistas.
Cursó sus estudios en la Universidad de Salamanca, graduándose de bachiller en Filosofía en 1848, de bachiller en Jurisprudencia en 1854 y de licenciado en 1856. Pronto empezó a actuar en política, siendo elegido diputado provincial por el distrito de Alba de Tormes en 1863.

### Acción dentro del Carlismo
Tras la revolución de 1868 se afilió al carlismo y durante el Sexenio Revolucionario fue nombrado subcomisario regio de la provincia de Salamanca por el pretendiente Carlos VII. En las elecciones constituyentes de 1869 presentó, a pesar de las recomendaciones en contra del gobernador, una candidatura contrarrevolucionaria por la provincia de Salamanca, compuesta por el cardenal Miguel García Cuesta, Antonio Aparisi y Guijarro, León Carbonero y Sol, Gaspar Escudero, Nicolás Gallego Sevillano y el mismo Juan Lamamié de Clairac. El cardenal García Cuesta sería el único candidato carlista elegido por Salamanca.
Siguiendo las indicaciones de la Asociación de Católicos, que presidía su tío el marqués de Viluma, Juan Lamamié de Clairac recogió firmas para una exposición que se dirigió a las Cortes pidiendo la conservación de la Unidad Católica, logrando obtener en la provincia de Salamanca 93.000 firmas de 381 pueblos en contra de la libertad religiosa, lo que le valió ser nombrado presidente de la Junta provincial de la Asociación de Católicos el 7 de julio de 1869. Juan Lamamié de Clairac fue también artífice de la fundación de la Juventud Católica de Salamanca, en la que se estrenó en política Enrique Gil Robles.
En abril de 1870 asistió a la Junta católico-monárquica de Vevey convocada por Don Carlos tras la defección de Ramón Cabrera, actuando en representación de la Junta carlista de Salamanca.
En 1871 fue elegido diputado provincial por el distrito de Salamanca. El mismo año fue nombrado presidente de la Junta carlista de Armamento y Defensa de la provincia, y durante este año y buena parte del siguiente, se ocupó continuamente en preparar el alzamiento en la provincia, siendo hecho prisionero por la Guardia Civil en julio de 1872 junto con otros conspiradores carlistas y conducido a la cárcel del Saladero de Madrid.
Su familia, que tenía contactos en el gobierno, logró su libertad, pero Lamamié de Clairac se negó a abandonar la cárcel si no eran liberados también sus compañeros de Salamanca. Tras lograr la excarcelación de todos ellos, salió de prisión, dando su palabra de honor al gobernador de Madrid, conde de San Luis, de salir para el extranjero en concepto de desterrado.
En Santander embarcó para Bayona y desde Francia procuró ayuda a los emigrados carlistas acompañado por su esposa, Isabel Bermúdez de Castro, viuda de su hermano Eloy, con quien había contraído matrimonio poco antes. En 1874, tras ser coronado Alfonso XII, le fue levantado el destierro y pudo regresar a España. En 1876 recobraría los bienes que el gobierno le había embargado tanto a él como a su esposa, la cual fallecería ese mismo año. En 1882 se casó en segundas nupcias con Petra Celestina de la Colina y Fernández Cavada, con la que tendría ocho hijos.

### Militancia en el Partido Integrista

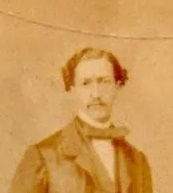
Juan Lamamié de Clairac

En la década de 1880 se puso del lado del diario carlista El Siglo Futuro, dirigido por Cándido y Ramón Nocedal, en su disputa con el también carlista La Fé. En Salamanca participó en la fundación y sostenimiento de los periódicos nocedalistas La Tesis y La Tradición, de los que fue redactor junto con Enrique Gil Robles y Manuel Sánchez Asensio. En 1888 se adhirió al Partido Integrista, en el que militó hasta su muerte. Fundó asimismo en Salamanca los periódicos La Región (1890-1892) y La Información (1892-1897). Posteriormente dirigió también El Salmantino.
En 1901 constituyó la Liga Católica antiliberal de Salamanca, la cual logró llevar al Congreso a Juan Antonio Sánchez del Campo, por cuya candidatura Lamamié de Clairac trabajó intensamente. En común acuerdo con Ramón Nocedal, en 1903 proyectó llevar al Congreso tres diputados integristas por la provincia, Sánchez del Campo por la capital, Faustino Álvarez del Manzano por Sequeros y el propio Juan Lamamié de Clairac por Ledesma, pero finalmente se vería obligado a retirar su propia candidatura y la de Álvarez del Manzano.
Nombrado en 1905 jefe del Partido Integrista en la región de León, se propuso reorganizarlo y logró en la asamblea de 1906 llevar constituidas 75 juntas integristas en la provincia, presentándose con una lucida representación de charros, vestidos con el traje típico, cuya entrada fue saludada con una ovación de los asambleístas.
En abril de 1894 Lamamié de Clairac envió a su costa a varios peregrinos a una peregrinación obrera que tenía la intención de testimoniar la adhesión del pueblo español al papa León XIII, y en 1904 formó parte de una comitiva en representación del Partido Integrista que fue recibida en Roma por Pío X cuando Nocedal inició una manifestación de protesta contra la conducta del presidente de la república francesa Émile Loubet. Lamamié de Clairac lograría elevar un gran número de telegramas de Salamanca y su provincia con adhesiones al romano pontífice.
Avalado por Juan Antonio Sánchez del Campo y Ramón Nocedal, en las elecciones de 1907 Lamamié de Clairac presentó su candidatura a diputado a Cortes por Salamanca. A pesar de tener en su contra al obispo de Salamanca Francisco Javier Valdés y Noriega, partidario de la doctrina del mal menor y contrario al integrismo, resultó elegido, sentándose en el Congreso con el resto de la minoría integrista: Manuel Senante y José Sánchez Marco.
En la Asamblea integrista de Zaragoza fue nombrado miembro del directorio que se formó a la muerte de Nocedal, y en 1908 fue uno de los que en representación del partido se presentaron a Pío X, ofreciéndole disolver tanto el partido como el diario El Siglo Futuro si el papa estimaba que eso era lo que convenía a los intereses de la Iglesia en España.
Renunció a presentar nuevamente su candidatura a diputado, a pesar de contar con la aprobación de la Santa Sede, para no parecer que desautorizaba al obispo de Salamanca. Sin embargo, no abandonó la política salmantina y consiguió llevar a la Diputación Provincial a un integrista, Mariano Arenillas Sainz, logrando arrebatar en el municipio de Salamanca la mayoría a los republicanos y socialistas.
A pesar de su avanzada edad, en la asamblea integrista de 1918 fue reafirmado en el cargo de jefe del partido en la región de León y trabajó por la candidatura a diputado a Cortes de su hijo José María Lamamié de Clairac y de la Colina, quien no resultaría elegido entonces, pero sí obtendría acta de diputado en las tres elecciones de la Segunda República, destacándose en la minoría tradicionalista en el Congreso.